# Ferchar mac Connaid
Ferchar mac Connaid – król Dalriady od około 642 do 650 roku.
Był synem Connada Cerr, więc prawdopodobnie członkiem klanu Cenél Comgaill, natomiast starsze opracowania czynią go członkiem Cenél nGabráin.
Zgodnie z Kronikami Ulsteru zmarł w roku 694, ale ten zapis jak i wiele innych wydaje się być nieprawidłowo przesunięty o 45 lat. Duan Albanach podaje, że rządził przez 16 lat, co może oznaczać wspólne dzielenie tronu z Domnallem Brecc, przed objęciem rządów samemu, ale Duan Albanach jest uznawany za niepewne źródło w odniesieniu do lat rządów i ta informacja też może być błędna.
Ferchar jest jedynym potomkiem Connada Cerr, który osiągnął tron Dalriady. Genealogia w Senchus fer n-Alban nie zawiera wzmianek o Fercharze i jego potomkach.